# Bielefeld
Bielefeld je grad u njemačkoj pokrajini Sjeverna Rajna-Vestfalija.
Grad se nalazi na nadmorskoj visini od 118 metara. Površina općine iznosi 257,9 km². U samom gradu je, prema procjeni iz 2010. godine, živjelo 323.084 stanovnika. Prosječna gustoća stanovništva iznosi 1.253 stanovnika/km².

## Šport
- Arminia Bielefeld, nogometni klub

## Poznate osobe
- Marco Huck, bokser
- Achim Müller, kemičar

## Vanjske poveznice
- Službene stranice grada  Arhivirana inačica izvorne stranice od 29. lipnja 2013. (Wayback Machine) (njem.)